# Echinomastus johnsonii
Echinomastus johnsonii là một loài thực vật có hoa trong họ Cactaceae. Loài này được (Parry ex Engelm.) E.M. Baxter mô tả khoa học đầu tiên năm 1935.

## Hình ảnh

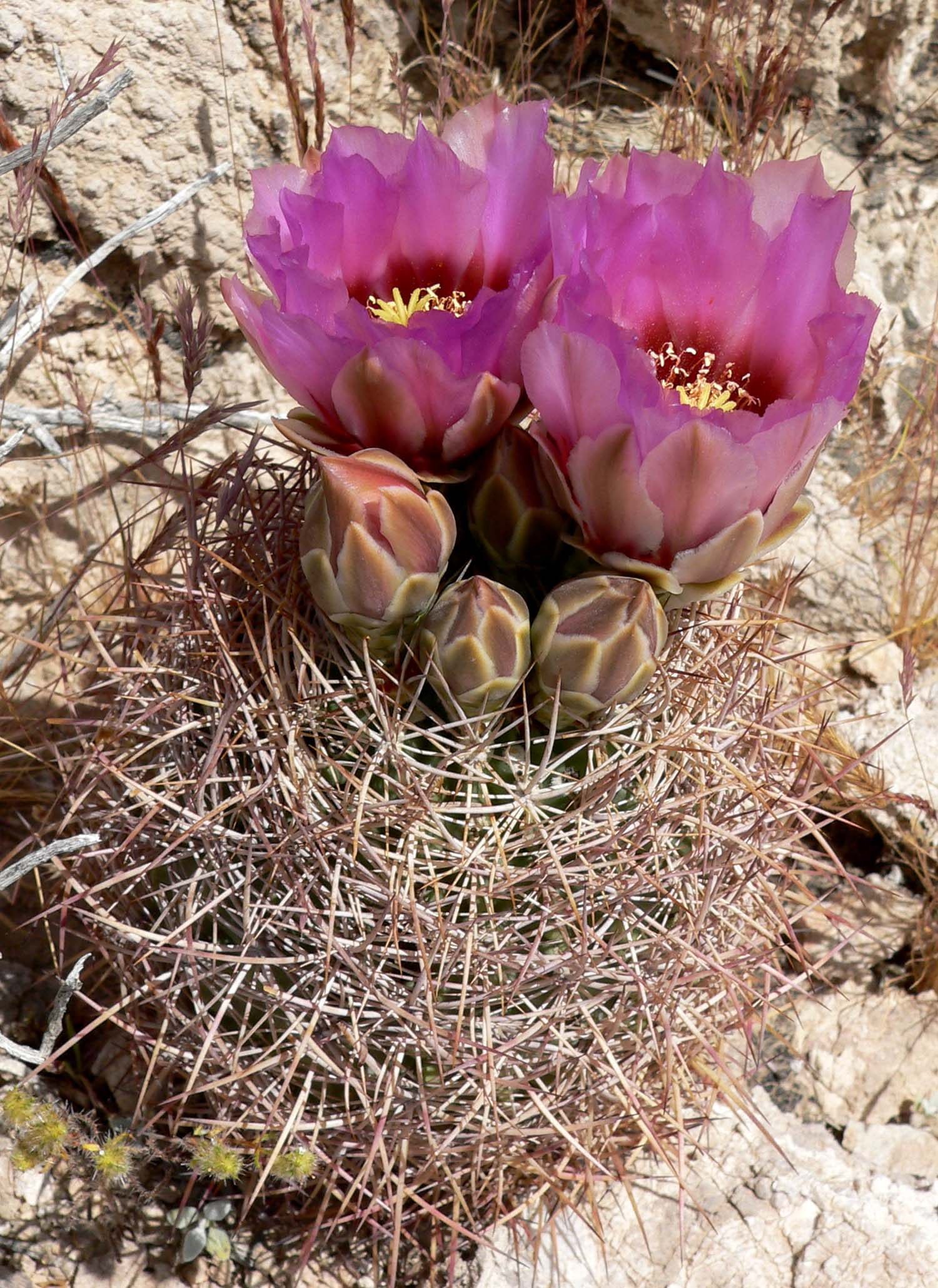
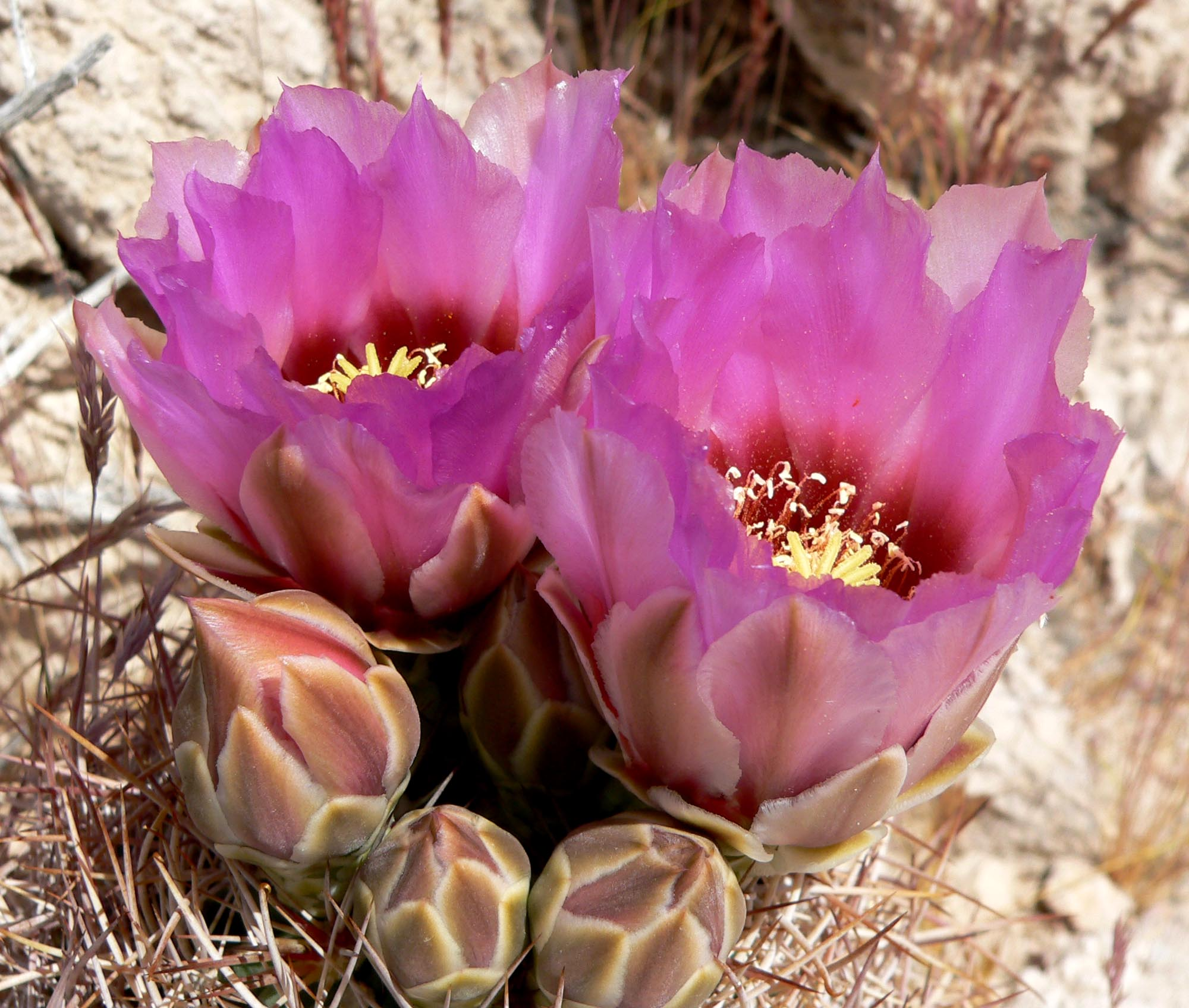
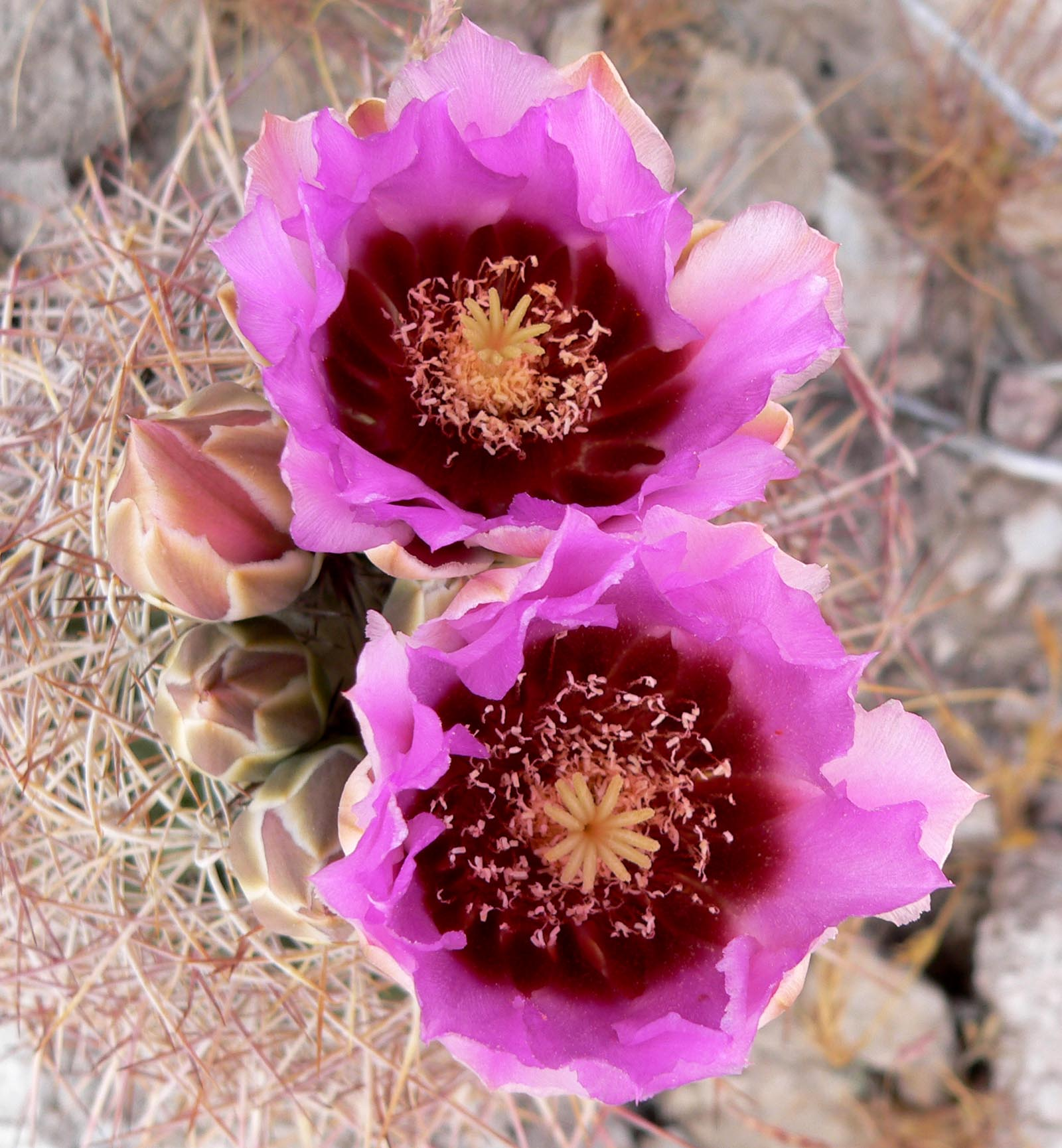
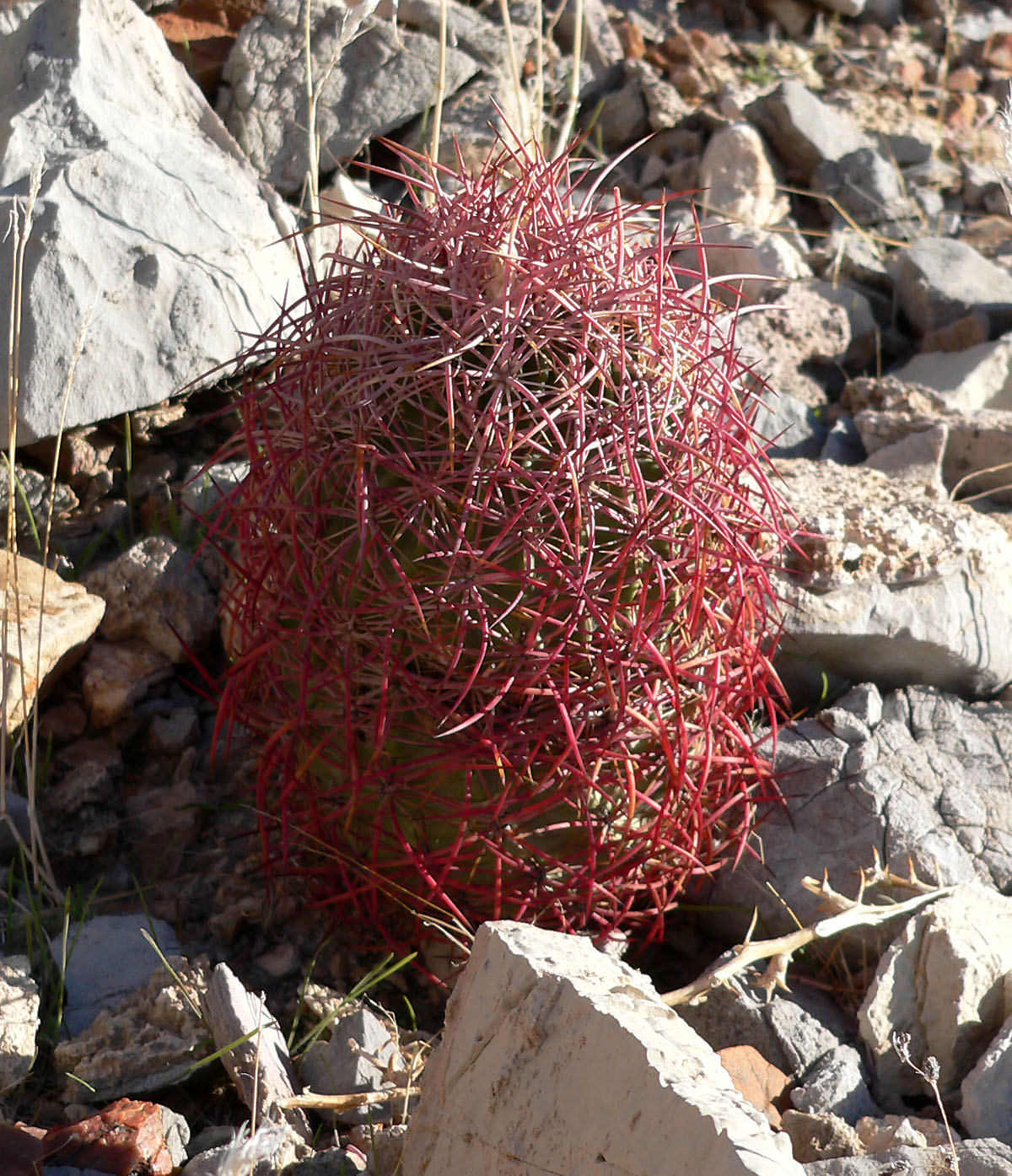